# Boeung Ket Football Club
El Boeung Ket Football Club (anteriormente Boeung Ket Rubber Field) es un equipo de fútbol de Camboya que milita en la Liga C, la liga de fútbol más importante del país.

## Historia
Fue fundado en 2008 en la capital Phnom Penh y fueron campeones de liga por primera vez en la temporada 2012 luego de vencer en la final al Nagacorp FC.
A nivel internacional ha participado en 1 torneo continental, en la President's Cup del 2013, donde fue eliminado en la fase de grupos.

## Palmarés
- Liga C: 3

2012, 2016, 2017
- Copa CNCC: 1

2017

## Participación en competiciones internacionales

### AFC
| Temporada | Torneo                   | Ronda       | Club               | Casa | Visita     | Global     |
| --------- | ------------------------ | ----------- | ------------------ | ---- | ---------- | ---------- |
| 2013      | AFC President's Cup      | Grupo C     | Sri Lanka Army     | 6–0  | 3.er lugar |            |
| 2013      | AFC President's Cup      | Grupo C     | Balkan             | 2–0  | 3.er lugar |            |
| 2013      | AFC President's Cup      | Grupo C     | Hilal Al-Quds      | 0–1  | 3.er lugar |            |
| 2015      | Mekong Club Championship | 1           | Lao Toyota         | 0–2  |            |            |
| 2015      | Mekong Club Championship | 1           | Yangon United      | 3–0  |            |            |
| 2015      | Mekong Club Championship | Semifinales | Becamex Binh Duong | 2–3  |            |            |
| 2015      | Mekong Club Championship | Final       | Buriram United     | 1-0  | Finalista  |            |
| 2016      | Mekong Club Championship | Semifinales | Lanexang United    | 0-3  |            |            |
| 2017      | AFC Cup                  | Play-off    | Lao Toyota         | 1–1  | 1-0        | 2–1        |
| 2017      | AFC Cup                  | Grupo F     | Johor Darul Ta'zim | 0–3  | 3–0        | 3.er lugar |
| 2017      | AFC Cup                  | Grupo F     | Global FC          | 0–2  | 3–1        | 3.er lugar |
| 2017      | AFC Cup                  | Grupo F     | Magwe              | 1–0  | 1–1        | 3.er lugar |
| 2017      | Mekong Club Championship | 1           | Sanna Khánh Hòa    | 1–5  | 4–4        | 5–9        |
| 2018      | AFC Cup                  | Play-off    | Lao Toyota         | 3–3  | 0–1        | 3–4        |
| 2018      | AFC Cup                  | Grupo G     | Ceres-Negros       | 0–4  | 0-9        | 0-13       |
| 2018      | AFC Cup                  | Grupo G     | Shan United        | 1–2  | 4-1        | 5-3        |
| 2018      | AFC Cup                  | Grupo G     | Home United        | 3–2  | 0-6        | 3-8        |

### Invitación
| 2013 | Singapore Cup | Preliminar       | Tanjong Pagar United | 4–1 |     |     |
| 2017 | Singapore Cup | Preliminar       | Warriors FC          | 1–4 |     |     |
| 2017 | Singapore Cup | Cuartos de final | Global Cebu          | 2–1 | 1–3 | 3–4 |

## Entrenadores
| Nombre                 | Periodo   |
| ---------------------- | --------- |
| Prak Vuthy             | 2012–2014 |
| John McGlynn           | 2014-2015 |
| Prak Sovannara         | 2015-2017 |
| John Mcglynn           | 2017      |
| Hav Socheat (interino) | 2017-2018 |
| Keo Kosal              | 2018-     |